# Dot blot

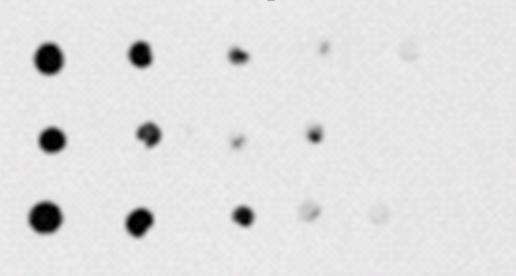
Resultaat van een dot blot. Een donkere stip wijst op meer eiwit.

Een dot blot is een techniek in de moleculaire biologie die gebruikt wordt om eiwitten aan te tonen. Het is in wezen een vereenvoudigde vorm van de western blot, met als belangrijkste verschil dat de eiwitten niet eerst op lengte worden gescheiden in een gel. Bij de dot blot wordt het eiwit-monster direct op het membraan aangestipt, waarna deze met gelabelde antilichamen worden zichtbaar gemaakt.
De techniek is sneller en simpeler uit te voeren dan een western blot, omdat er geen voorafgaande elektroforese of chromatografische scheiding van het eiwitmengsel hoeft plaats te vinden, en daarnaast is ook de blotting van de gel op het membraan niet nodig. Een dot plot laat echter niet zien wat de grootte van het aangetoonde eiwit is.

## Methode
Bij een dot blot wordt meestal 1–2 microliter van een eiwitmonster op een membraan van nitrocellulose of PVDF gestipt, waarna men dit membraan laat drogen. De eiwitten zullen vasthechten aan het membraan. Het eiwitmonster dat men wilt onderzoeken kan een celextract zijn, maar ook bloedserum, weefselextract of supernatant van weefselkweek.
Vervolgens wordt het membraan – na een eventuele blokkeerstap – geweekt in een oplossing met een primair antilichaam. Dit antilichaam bindt zich vast aan het eiwit van interesse. Nadat ongebonden antilichamen zijn weggewassen, volgt een week in een secundair detectie-antilichaam (gewoonlijk een antilichaam geconjugeerd aan HRP of alkalische fosfatase). Ten slotte wordt een chemiluminescerend substraat toegevoegd, zodat het eiwit van interesse zichtbaar wordt gemaakt. 
De dot plot wordt onder meer gebruikt om bindingscapaciteit van monoklonale antilichamen te screenen. Ook is het handig voor optimalisatie van een western blot (antilichaamtitraties, blokkeercondities). De dot blot is een kwalitatieve techniek en geeft alleen een ruwe indruk van de hoeveelheid eiwit; voor precieze kwantificatie maakt men gebruik van de ELISA-techniek.